# Chiesa di San Lorenzo Martire (Orcenico Superiore)
La chiesa di San Lorenzo Martire è la parrocchiale di Orcenico Superiore, in provincia di Pordenone e diocesi di Concordia-Pordenone.

## Storia
La prima citazione di una chiesa ad Orcenico risale al 1414. Questa chiesetta divenne curazia dipendente dalla pieve di Castions nel 1479 e, con decreto del vescovo Pietro Querini, parrocchia il 10 settembre 1575. In quello stesso periodo fu costruita una nuova chiesa di maggiori dimensioni, la cui consacrazione venne impartita il 1º agosto 1578. Nel 1721 fu eretto il campanile e l'attuale parrocchiale venne edificata nel 1756 e consacrata l'11 ottobre 1772. Il pavimento della chiesa fu rifatto una prima volta nel 1970 e poi, ancora, nel 2002.

## Interno
Opere di pregio custodite all'interno della chiesa sono l'altare maggiore, realizzato nel XVIII secolo da Giuseppe Caribolo, gli altari laterali del Crocifisso (1783) e della Madonna (1766), la pala raffigurante la Santissima Trinità con i Santi Giorgio e Michele, dipinta nel 1595 da Giuseppe Moretto, ed il fonte battesimale del 1576.